# Nanzhai (köpinghuvudort i Kina, Shaanxi, lat 34,66, long 107,17)
Nanzhai är en köpinghuvudort i Kina. Den ligger i provinsen Shaanxi, i den nordvästra delen av landet, omkring 160 kilometer väster om provinshuvudstaden Xi'an. Antalet invånare är 20 234. Befolkningen består av 9 852 kvinnor och 10 382 män. Barn under 15 år utgör 16,0 %, vuxna 15-64 år 74 %, och äldre över 65 år 8,0 %.
Runt Nanzhai är det tätbefolkat, med 397 invånare per kvadratkilometer. Närmaste större samhälle är Qianyang Chengguanzhen, 4,3 km väster om Nanzhai. Trakten runt Nanzhai består till största delen av jordbruksmark.
Genomsnittlig årsnederbörd är 674 millimeter. Den regnigaste månaden är september, med i genomsnitt 165 mm nederbörd, och den torraste är december, med 2 mm nederbörd.